# Kitajski rečni delfin
Kitajski rečni delfin ali jangceška pliskavka (znanstveno ime Lipotes vexillifer) je sladkovodni delfin, ki je živel le v reki Jangce na Kitajskem. Druga imena so baidži (白鱀 Pinyin: báijì) in beli delfin, Kitajci pa so mu nadeli tudi vzdevek »jangceška boginja« (長江女神). Naddružina rečnih delfinov vključuje tudi orinoško pliskavko (Inia geoffrensis) in laplatsko pliskavko. Ker odpravi, ki se je to vrsto napotila poiskat leta 2006, ni uspelo najti nobenega primerka, je sporočila, da je vrsta »funkcionalno izumrla«.

## Zgodnja zgodovina
Fosilni zapisi kažejo, da so se delfini v reko Jangce najbrž priselili pred 20 milijoni let iz Tihega oceana. V času prvega opisa v slovarju Erya v obdobju dinastije Han je po ocenah živelo kakih 5000 kitajskih rečnih delfinov.

## Upad
- 1979: Ljudska republika Kitajska razglasi rečnega delfina za prizadeto vrsto
- 1983: lov na kitajskega rečnega delfina postane nezakonit
- 1984: obupne življenjske razmere jangceške pliskavke se pojavijo na prvih straneh kitajskih občil[2]
- 1986: populacija šteje 300 osebkov
- 1989: dokončana je pregrada Gezhouba
- 1990: populacija obsega 200 osebkov
- 1994: začetek gradnje Jezu treh sotesk
- 1997: upad populacije na manj kot 50 osebkov (najdenih 23)
- 1998: najdenih 7
- 2003: Jez treh sotesk začne polniti rezervoar
- 2006: raziskava ni našla nobenega osebka več, zato vrsto razglasi za »po vsej verjetnosti izumrlo«

Kitajska se je ogroženosti rečnega delfina zavedla malu po začetku modernizacije. Leta 1978 je Kitajska akademija znanosti kot vejo Wuhanski inštitut za hidrobiologijo ustanovila Raziskovalno središče za sladkovodne delfine (淡水海豚研究中心). Vendar pa je bil trud, da bi rešili vrsto, premajhen in prepozen. Prva kitajska organizacija za zaščito vodnih vrst, Wuhanska Fundacija za ohranitev delfina Baidži (武汉白鱀豚保护基金), je bila ustanovljena decembra 1996. Zbrana sredstva 1.383.924,35 CNY (okrog 135,000 EUR) so bila uporabljena za in vitro celično prezervacijo in vitro in za vzdrževanje infrastrukture, med drugim zavetišča Shishou, ki je bilo leta 1998 poplavljeno.
Svoja srečanja s temi ogroženimi živalmi sta za program televizijske hiše BBC Last Chance to See dokumentirala Douglas Adams in Mark Carwardine. Leta 1990 je izšla knjiga z istim imenom, ki je vsebovala fotografije osebka v ujetništvu, in sicer samca Qi Qi (淇淇), ki je od leta 1980 do 14. julija 2002 živel v delfinariju wuhanskega inštituta za hidrobiologijo. Najden v jezeru Dongting je postal edini prebivalec delfinarija Baidži (白鱀豚水族馆) ob Vzhodnem jezeru. Pozneje najdeni primerek je umrl po letu dni življenja v ujetništvu (1996 do 1997) v Polnaravnem rezervatu Shishou Tian-e-Zhou (石首半自然白鱀豚保护区), kjer so od leta 1990 sicer živeli le brezplavuti svinjeki (Neophocaena phocaenoides). Leta 1998 so blizu Šanghaja na otoku Chongming ujeli samico, ki pa je odklanjala vso ponujeno hrano in je v mesecu dni zaradi lakote poginila.
Po Guinnessovi knjigi rekordov so najbolj ogroženega kita na svetu zadnjič opazili septembra 2004. Kitajska tiskovna agencija Xinhua je 4. decembra 2006 sporočila, da šesttedenska raziskava, v kateri je sodelovalo 30 strokovnjakov, ni odkrila nobenega rečnega delfina. Neuspeh Ekspedicije za jangceškega sladkovodnega delfina (长江淡水豚类考察) je vzbudil sum na prvo neizpodbitno izumrtje vrste kita zaradi človekovih posegov v okolje (nekatere izumrle vrste vosatih kitov morda niso bile samostojne vrste). K neuspehu odprave so morda prispevale tudi slabe vodne in vremenske razmere, vendar pa so ga nekateri znanstveniki 13. decembra 2006 razglasili za »funkcionalno izumrlega«, saj po vsej verjetnosti živi manj osebkov, kot bi jih moralo za ohranitev vrste.

## Vzroki za izumrtje
Številčnost vrste je skozi desetletja upadala iz različnih vzrokov, med drugim gradnje jezov, uničevanja okolja, lova in trčenj z ladjami. Zaradi onesnaženja s hrupom so se skorajda slepe živali pogosto zaletavale v ladijske vijake, številni osebki pa so se zapletli v ribiške mreže. Habitat kitajskega rečnega delfina je nepopravljivo spremenil Jez treh sotesk. V zadnjih desetletjih se je močno zmanjšala obilnost vrst, s katerimi se je ta delfin prehranjeval, pri mnogih na tisočino predindustrijske ravni.
Znanstveniki so si vrsto prizadevali ohraniti s preselitvijo v bližnje jezero. V reko naj bi jo znova naselili, ko bi se razmere v njej izboljšale. Druge vrste, ki jih je jez tudi ogrozil, so snežni žerjav (Grus leucogeranus) in kitajski veslokljun (Psephurus gladius). Skrajno ogrožen je tudi jangceški brezplavuti svinjek. Po raziskavah leta 2006 živi le še 400 osebkov.